# Cục Quản lý môi trường y tế (Việt Nam)
Cục Quản lý môi trường y tế (tiếng Anh: Health Environment Management Agency, viết tắt là VIHEMA) là cơ quan trực thuộc Bộ Y tế, có chức năng tham mưu, giúp Bộ trưởng Bộ Y tế thực hiện quản lý nhà nước và tổ chức thực thi pháp luật về các lĩnh vực: vệ sinh sức khỏe môi trường; vệ sinh chất lượng nước ăn uống, nước sinh hoạt; vệ sinh sức khỏe trường học; vệ sinh lao động, phòng, chống bệnh nghề nghiệp và phòng, chống thương tích; quản lý hóa chất, chế phẩm diệt côn trùng, diệt khuẩn dùng trong lĩnh vực gia dụng và y tế; bảo vệ môi trường trong hoạt động y tế theo quy định của pháp luật.
Cục Quản lý môi trường y tế thành lập ngày 9/3/2010, theo Nghị định số 22/2010/NĐ-CP ngày 9/3/2010 của Chính phủ về sửa đổi Điều 3, Nghị định số 188/2007/NĐ-CP ngày 27/12/2007 của Chính phủ.
Chức năng, nhiệm vụ, quyền hạn và cơ cấu tổ chức của Cục Quản lý môi trường y tế được quy định tại Quyết định số 86/QĐ-BYT ngày 8/1/2018 của Bộ trưởng Bộ Y tế.

## Nhiệm vụ và quyền hạn
Theo Điều 2, Quyết định số 86/QĐ-BYT ngày 8/1/2018 của Bộ trưởng Bộ Y tế, Cục Quản lý môi trường y tế có các nhiệm vụ, quyền hạn chính:
- Xây dựng, trình cấp có thẩm quyền ban hành các văn bản quy phạm pháp luật, các quy định chuyên môn, các tiêu chuẩn quốc gia, quy chuẩn kỹ thuật quốc gia về các lĩnh vực: vệ sinh sức khỏe môi trường; vệ sinh chất lượng nước ăn uống, nước sinh hoạt; vệ sinh sức khỏe trường học; vệ sinh lao động, phòng chống bệnh nghề nghiệp và phòng chống thương tích; quản lý hóa chất, chế phẩm diệt côn trùng, diệt khuẩn dùng trong lĩnh vực gia dụng và y tế; bảo vệ môi trường trong hoạt động y tế theo quy định của pháp luật.
- Chủ trì, phối hợp với các cơ quan liên quan trình cấp có thẩm quyền ban hành, sửa đổi bổ sung danh mục bệnh nghề nghiệp được hưởng bảo hiểm xã hội.
- Thực hiện chức năng quản lý nhà nước đối với các lĩnh vực thuộc phạm vi quản lý của Cục.
- Chỉ đạo, hướng dẫn tổ chức thực hiện và kiểm tra việc thực hiện các quy định của pháp luật về vệ sinh trong việc bảo quản, quàn ướp, mai táng, hỏa táng, di chuyển thi thể, hài cốt theo quy định của pháp luật.
- Chỉ đạo, hướng dẫn việc thẩm định báo cáo đánh giá tác động sức khỏe đối với các dự án đầu tư xây dựng khu công nghiệp, khu đô thị, khu dân cư tập trung, cơ sở khám bệnh, chữa bệnh truyền nhiễm theo quy định của pháp luật.
- Thực hiện các nhiệm vụ khác được Bộ trưởng Bộ Y tế giao.

## Lãnh đạo Cục[5]
- Cục trưởng: PGS. TS. Lương Mai Anh
- Phó Cục trưởng:

1. ThS. BS. Dương Chí Nam[6]
2. ThS. CNKH. Lê Hoàng
3. TS. CNKH. Lê Thái Hà

## Cơ cấu tổ chức
(Theo Khoản 2, Điều 3, Quyết định số 86/QĐ-BYT ngày 8/1/2018 của Bộ trưởng Bộ Y tế)

### Các phòng giúp việc Cục trưởng
- Văn phòng Cục
- Phòng Quản lý sức khỏe môi trường và hóa chất
- Phòng Quản lý môi trường cơ sở y tế
- Phòng Quản lý sức khỏe lao động

### Đơn vị sự nghiệp
- Trung tâm Thông tin môi trường y tế